# Ptilinop nan
El ptilinop nan (Ptilinopus nainus) és una espècie d'ocell de la família dels colúmbids (Columbidae) que habita els boscos de les illes Raja Ampat i a la llarga de les muntanyes de Nova Guinea.